# موارد جينية حيوانية للأغذية والزراعة
الموارد الجينية الحيوانية للأغذية والزراعة هي مجموعة فرعية من الموارد الجينية أو الوراثية (والتي حددتها اتفاقية التنوع البيولوجى":بأنها مادة جينية ذو قيمة فعلية أو محتملة  وعنصر محدد من عناصر التنوع البيولوجى الزراعى".
ويشير مصطلح الموارد الجينية الحيوانية تحديداً إلى الموارد الجينية لأنواع من الطيور والثدييات التي تستخدم لأغراض غذائية  وزراعية. ومن المصطلحات الأخرى التي تشير إلى الموارد الجينية الحيوانية هي الموارد الجينية لحيوانات المزرعة أو التنوع بالثروة الحيوانية.
وكما أن الموارد الجينية يمكن أن تشتمل على كائنات حية أو موارد جينية محفوظة مثل السائل المنوي أو الأجنة المحفوظة. يشمل تنوع وتعدد الموارد الجينية الحيوانية التنوع في الأنواع والسلالات وتنوع جنس الكائن وتكاثره علي مستوي السلالة الواحدة. ويصل عدد السلالات المعروفة إلى 8800 سلالة مختلفة من الطيور والثدييات، وتتضمن 38 نوع يستخدم في الغذاء والزراعة.
وتعد الماشية، والأغنام، والخنازير ، والماعز، والدواجن من الأنواع الحيوانية الرئيسية التي تستخدم في الإنتاج الغذائي والزراعي. ويشار إلى تلك المجموعة في عالم المواشي في كثير من الأحيان  ب (الخمسة الكبار) حيث أنها الأكثر استخداماً. كما أن هناك أنواع أقل إستخداما وتشمل:الجمل العربي وحيد السنام، والحمار، والجمل ذو السنامين ، والجاموس ، والخيل، والأرنب ،والثور، والأوز ، والبط، والنعام، وطائرالحجل، وطائرالدراج، واليمام، والديك الرومي.

## معرض صور

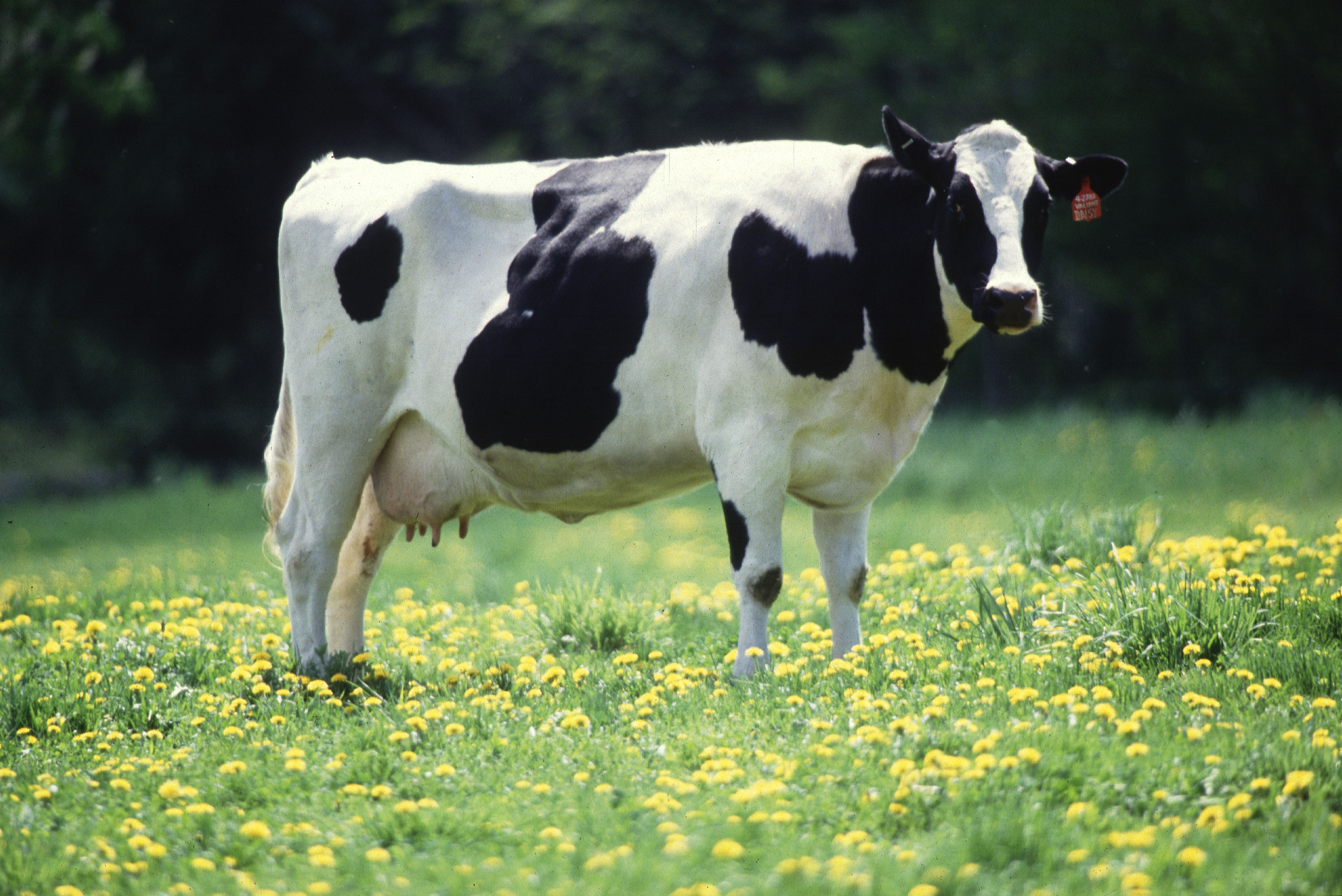
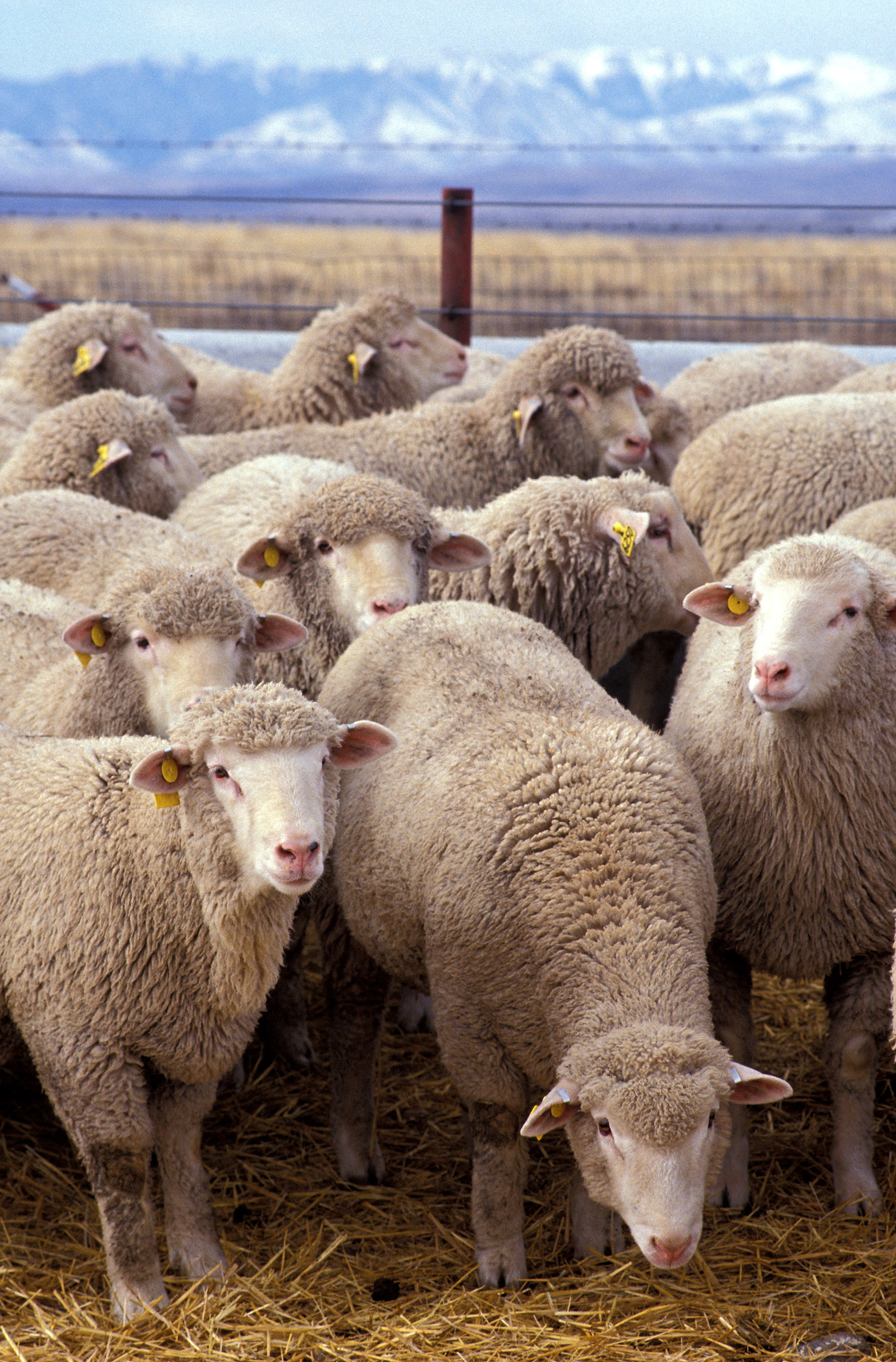
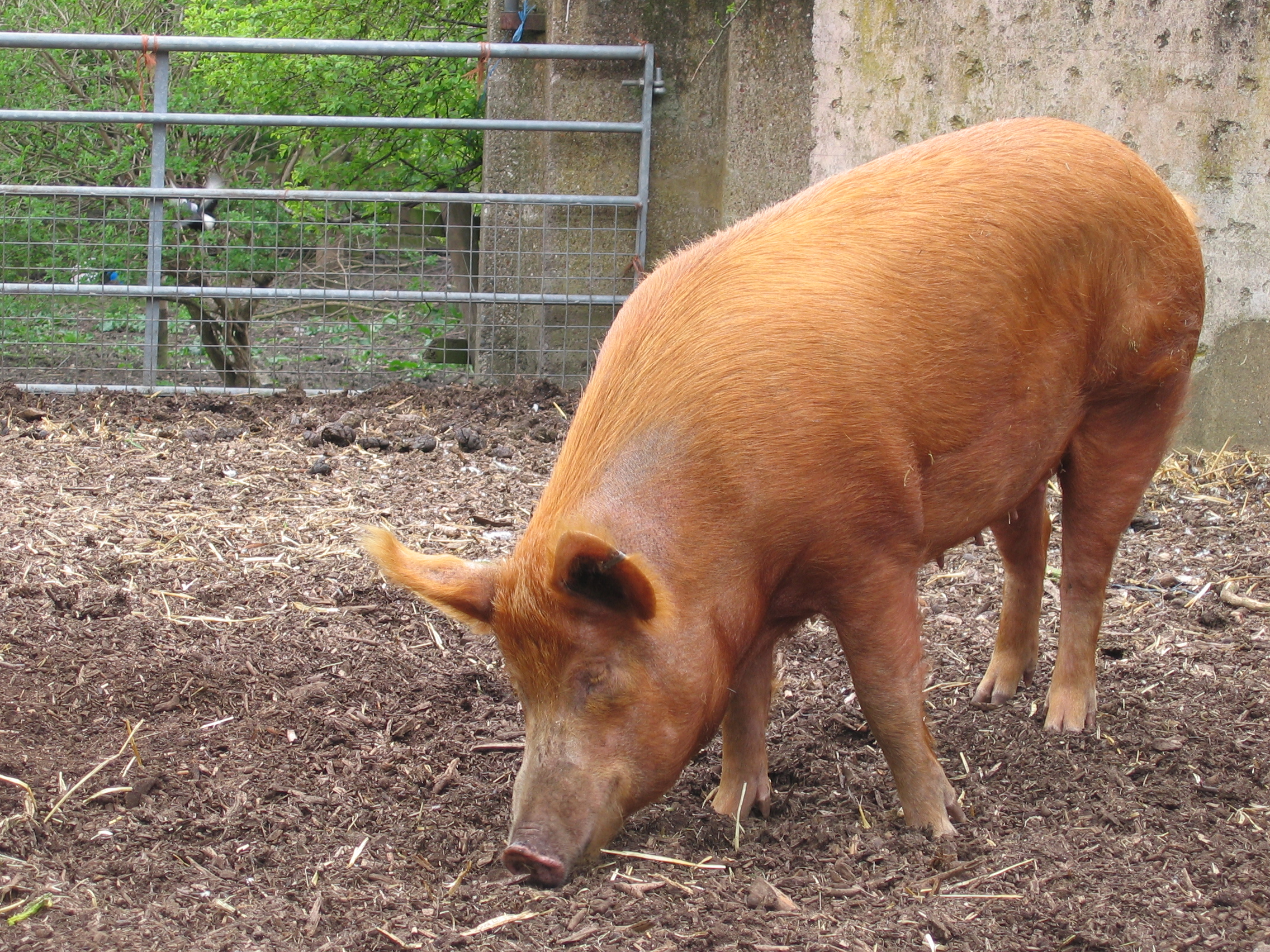
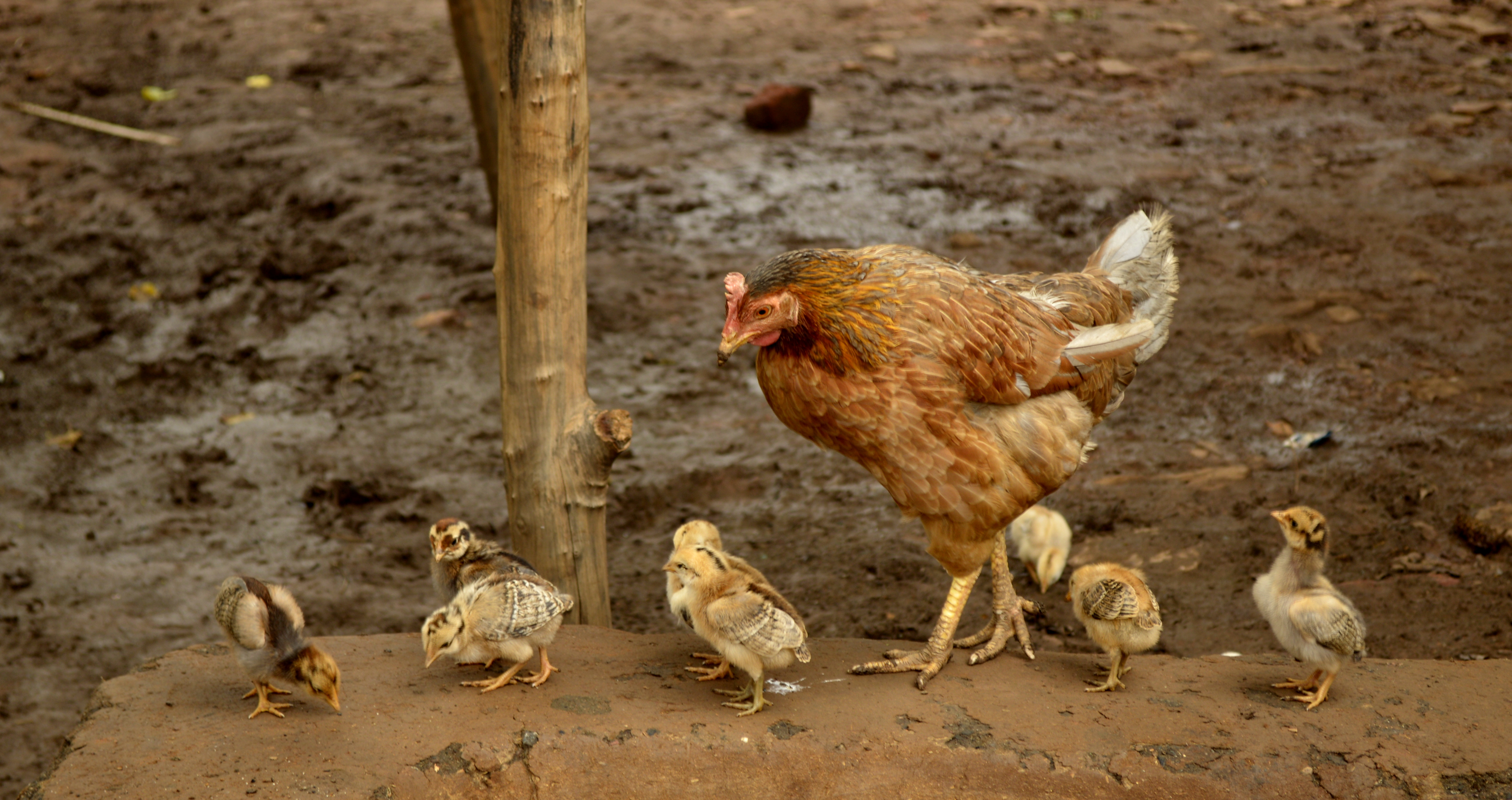
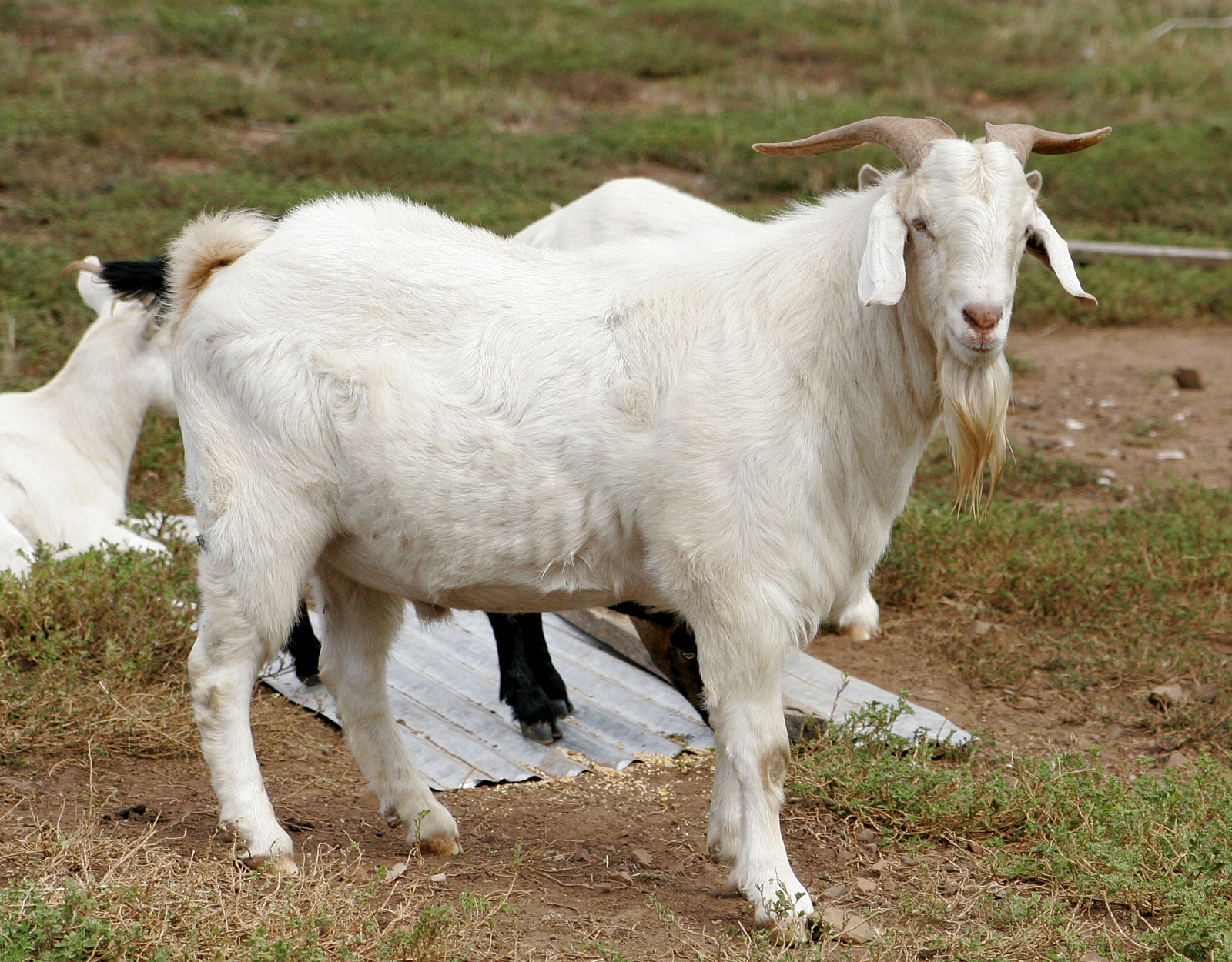